# Лискі (Підляське воєводство)
Лискі (пол. Łyski) — село в Польщі, у гміні Хорощ Білостоцького повіту Підляського воєводства.
Населення — 366 осіб (2011).
У 1975-1998 роках село належало до Білостоцького воєводства.

## Демографія
Демографічна структура станом на 31 березня 2011 року:
|          | Загалом | Допрацездатний вік | Працездатний вік | Постпрацездатний вік |
| -------- | ------- | ------------------ | ---------------- | -------------------- |
| Чоловіки | 176     | 28                 | 130              | 18                   |
| Жінки    | 190     | 42                 | 114              | 34                   |
| Разом    | 366     | 70                 | 244              | 52                   |